# Barbasphecia ares
Barbasphecia ares is een vlinder uit de familie wespvlinders (Sesiidae), onderfamilie Sesiinae.
Barbasphecia ares is voor het eerst wetenschappelijk beschreven door Pühringer & Sáfián in 2011. De soort komt voor in het Afrotropisch gebied.